# Deinodrilus lateralis
Deinodrilus lateralis är en ringmaskart som beskrevs av Lee 1959. Deinodrilus lateralis ingår i släktet Deinodrilus och familjen Acanthodrilidae. Inga underarter finns listade i Catalogue of Life.